# Aellopos blaini
Aellopos blaini Herrich-Schäffer, 1869 è un lepidottero appartenente alla famiglia Sphingidae, diffuso in America Centrale.

## Descrizione
Di taglia leggermente più piccola rispetto alle altre specie del genere Aellopos, in particolare a A. clavipes.
L'ala anteriore presenta una colorazione che degrada dal marrone chiaro al giallo intenso, con macchie bianco-giallastre. L'ala posteriore è molto scura.
Un altro carattere distintivo è l'assenza della banda bianca trasversale nell'addome. Le antenne sono clavate, non troppo lunghe, e non presentano uncinatura terminale. I sessi sono alquanto simili.

## Distribuzione e habitat
La specie presenta un areale comprendente Cuba, la Giamaica, l'isola di Hispaniola e Porto Rico.

## Alimentazione
I bruchi si alimentano a spese di foglie di Rubiaceae.

## Tassonomia

### Sottospecie
Non sono state descritte sottospecie.

### Sinonimi
Sono stati riportati tre sinonimi:
- Aellopos aedon (Boisduval, 1875)
- Aellopos blainii Grote, 1870
- Macroglossa aedon Boisduval, 1875